# Мотіш (Сібіу)
Мотіш (рум. Motiș) — село у повіті Сібіу в Румунії. Входить до складу комуни Валя-Віїлор.
Село розташоване на відстані 226 км на північний захід від Бухареста, 34 км на північний схід від Сібіу, 97 км на південний схід від Клуж-Напоки, 107 км на північний захід від Брашова.

## Населення
За даними перепису населення 2002 року у селі проживали 582 особи.
Національний склад населення села:
| Національність | Кількість осіб | Відсоток |
| -------------- | -------------- | -------- |
| румуни         | 546            | 93,8%    |
| угорці         | 32             | 5,5%     |

Рідною мовою назвали:
| Мова      | Кількість осіб | Відсоток |
| --------- | -------------- | -------- |
| румунська | 546            | 93,8%    |
| угорська  | 33             | 5,7%     |